# Aventiopsis ochrea
Aventiopsis ochrea är en fjärilsart som beskrevs av W. Warren 1906. Aventiopsis ochrea ingår i släktet Aventiopsis och familjen mätare. Inga underarter finns listade i Catalogue of Life.